# Rycerze Zodiaku
Rycerze Zodiaku (jap. 聖闘士星矢; ang. Saint Seiya) – manga autorstwa Masamiego Kurumady oraz serial anime na jej podstawie.
Serial opowiada o losach tytułowych Rycerzy Zodiaku. Główni bohaterowie to sieroty, które zostały wysłane w różne zakątki świata na trening, by zdobyć legendarne Zbroje z Brązu, zbroje obrońców greckiej bogini Ateny zwanej również grecką księżniczką. Każdy z głównych bohaterów posiada specjalną siłę oraz zbroję, która odpowiada jednej z konstelacji gwiezdnych. Cała historia zaczyna się pierwszym odcinkiem serialu, przerywanego od czasu do czasu jednym z czterech filmów, idąc przez pierwszą i drugą serię, a kończy się piątym filmem.
„Rycerze Zodiaku” są dużym nawiązaniem do mitologii greckiej. Zostają tutaj przedstawione różne postacie z wierzeń starożytnych Greków i niektóre mity przerobione na bardziej odpowiadający czasowi akcji mangi i anime. Pojawiają się również nawiązania do innych religii np. do chrześcijaństwa, buddyzmu oraz mitologii nordyckiej.
Powstały 4 serie podzielone na 2, z czego Sanktuarium, Asgard i Królestwo Posejdona jest w pierwszej serii, a Tartar (Hades) i Elizjum jest w drugiej. Oprócz tego powstało 5 filmów opowiadających o potyczkach z innymi bogami. W sumie powstało 145 odcinków i 5 filmów.

## Fabuła

### Pierwsza seria
Pierwsza seria podzielona jest na 3 mniejsze:
- Sanktuarium – zaczyna się od Turnieju Galaktycznego, gdzie wszystkie sieroty z domu dziecka, wysłani przez „Wielką Fundację” w różne części świata na trening walczą o Złotą Zbroję Strzelca - najpotężniejszą materię we wszechświecie. Wtedy też spotykamy głównych bohaterów Seiyę, Hyogę, Shiryu, Shuna i Ikkiego. Niestety, na początku Ikki opętany nienawiścią postanawia skraść Zbroję Strzelca. Wtedy też pozostała czwórka musi zmierzyć się z Czarnymi Rycerzami. Z tej potyczki nasi bohaterowie wychodzą zwycięsko. Później okazuje się, że ich największym wrogiem jest Wielki Mistrz urzędujący w Sanktuarium, w Grecji. Rozpoczyna się walka. Moce zła wysyłają do walki Rycerzy z Głębin, którzy byli po stronie Sanktuarium, a później i Srebrnych Rycerzy, przewyższających mocą tych poprzednich. Nasi bohaterowie wychodzą zwycięsko z każdej walki. Kulminacyjnym momentem jest walka w samym Sanktuarium, gdzie księżniczka Saori zostaje postrzelona złotą strzałą i bohaterowie mają 12 godzin, by przejść przez 12 świątyń Złotych Rycerzy, znaleźć złotą tarczę i uratować wcielenie cesarzowej Ateny. Wtedy też okazuje się, że Złota Zbroja Strzelca nie jest jedyną złotą materią. Pozostaje ich jeszcze 11 i razem odpowiadają wszystkim 12 znakom zodiakalnych.
- Asgard – druga seria, występująca tylko w anime. Hilda Polaris, kapłanka Odyna po założeniu przeklętego pierścienia Nibelungów zostaje opanowana przez siły zła i wypowiada wojnę Sanktuarium oraz urzędującej tam greckiej księżniczce Atenie. Postanawia ożywić 7 zbroi Świętych Wojowników i wzywa ich właścicieli, aby stanęli przy jej boku. Ich głównym zadaniem jest pokonanie Rycerzy z Brązu. Z kolei nasi bohaterowie muszą zdobyć 7 szafirów i ofiarować je Odynowi, by uratować niszczący się Asgard i pokonać Hildę.
- Królestwo Posejdona – okazuje się, że Hilda była tylko marionetką w rękach boga Posejdona, który chce zniszczyć świat. Księżna Atena zostaje porwana i uwięziona w wielkiej kolumnie - głównym filarze Królestwa Posejdona. Rycerze muszą zniszczyć kolumny podtrzymujące morza i oceany, aby wystarczająco osłabić centralną kolumnę. Przy każdej z nich spotykają Morskich Generałów, którzy walczą u boku Posejdona. Okazuje się jednak, że Posejdon był z kolei marionetką w rękach Kanona. A po powrocie z Królestwa Posejdona do Sanktuarium Saori Kido jest obrończynią miłości jako strażniczka ludzkości i cesarska księżniczka pochodząca z Grecji.

### Druga seria
Druga seria składa się z 25 odcinków z Hadesu oraz 6 OAV-ów z Elizjum:
- Tartar (Piekło, Hades) – zaczyna się od walki ożywionych na 12 godzin Złotych Rycerzy pod rozkazami Hadesa (Saga, Camus, Shura, Aphrodite, Maska Śmierci, Shion) z obrońcami Sanktuarium (Shaka, Mu, Aiolia, Kanonem (który przywdziewa Złotą Zbroję Bliźniąt), Milo, Dohko). Wtedy też dowiadujemy się więcej informacji o Świętej Wojnie, która rozegrała się na Ziemi 243 lat wcześniej oraz historii Shiona i Dohko. Poznajemy też 108 Spectran - demonów służących Hadesowi.
- Elizjum – kiedy Złoci Rycerze giną niszcząc Ścianę Płaczu, przez którą mogą przejść tylko bogowie, Rycerze z Brązu docierają do Elizjum, gdzie Atena miała walczyć z Hadesem. Na miejscu okazuje się, że Atena jest zamknięta w wielkim dzbanie przez Hypnosa. Rycerze się śpieszą z pokonaniem Hypnosa i Tanatosa, gdyż Atena umrze, jeśli cała waza zrobi się czerwona od jej krwi. Poza tym muszą dostarczyć jej Zbroję Ateny oraz zniszczyć ciało Hadesa. Z tych dwóch zadań udaje się zrealizować te pierwsze, ponieważ przez powolne działania Seyii i Ikkiego, Hades dociera do swojego ciała. Potem Atena się uwalnia i pokonuje Hadesa, jednakże w ich walce ginie Seyia, który poświęcił się, by uratować życie Saori. Jak się okazuje w filmie Saint Seiya: Niebiański Rozdział - Uwertura, Seiya nie zginął, ale otrzymał mocną klątwę od Hadesa.

### Lost Canvas
Akcja dzieje się na 240 lat przed wydarzeniami z poprzednich serii i przedstawia ówczesną walkę Ateny z Hadesem i jego Spectranami. Głównym bohaterem jest Tenma - Rycerz Pegaza. Jedynymi postaciami z poprzednich serii jest Atena (z innym imieniem niż Saori), Hades, Radamantys Wyvern, Minos Gryf, Dohko i Shion. Wśród nowych postaci jest m.in. Degel (Złoty Rycerz Wodnika), Kardia (Złoty Rycerz Skorpiona), Albafika (Złoty Rycerz Ryb), El Cid (Złoty Rycerz Koziorożca), Manigoldo (Złoty Rycerz Raka), Asmita (Złoty Rycerz Panny).
Akcja serii zaczyna się w małym miasteczku we Włoszech gdzie 2 chłopców - Tenma (późniejszego rycerza Pegaza) oraz Alone (człowieka o najczystszym sercu, który staje się wcieleniem Hadesa na Ziemi). Tuż po opętaniu Alone'a przez duszę Hadesa na Ziemię zstępuje armia Hadesa - 108 Spectran. W okolicach wioski chłopców pojawia się Złoty Rycerz Wagi - Dohko. Wyczuwając duży kosmos myśli że trafił na ślad Hadesa. Gdy znajduje źródło okazuje się nim Tenma, który stara się uchronić sierociniec, w którym mieszka od zalania przez powódź poprzez zniszczenie kamieni blokujących odpływ rzeki. Po tych wydarzeniach Tenma wraz z Dohko udaje się na trening, gdzie spotyka swoją przyrodnią siostrę - Sashę - która okazuje się być boskim wcieleniem Ateny. Po kilku latach Tenma zdobywa zbroję Pegaza i staje się jednym z Rycerzy Ateny przywdziewając Brązową Zbroję Pegaza. W tym czasie na ziemie zstępują bogowie Hypnos i Tanathos, niszcząc wioskę, w której pierwotnie wychowywali się Tenma, Alone i Sasha czyniąc z niej Twierdzę Hadesa.

## Manga

### The Lost Canvas: Meiō shinwa
Seria Saint Seiya: The Lost Canvas: Meiō shinwa (jap. 聖闘士星矢 The Lost Canvas 冥王神話), której autorami są Masami Kurumada oraz Shiori Teshirogi, wydawana była w czasopiśmie „Shūkan Shōnen Champion” od 2006 roku. Ostatni rozdział tej mangi ukazał się w tym czasopiśmie 7 kwietnia 2011
Fabuła tego spin-offu dzieje się 250 lat przed wydarzeniami głównej serii Rycerzy Zodiaku i skupia się na przyjaźni Tenmy i Alone, poprzednich inkarnacji Seiyi Pegasusa i Hadesa, którzy w kolejnym życiu stają się swoimi śmiertelnymi wrogami.
19 stycznia 2021 roku w czasopiśmie „Champion RED” opublikowany został specjalny, dodatkowy rozdział mangi.

### The Lost Canvas: Meiō shinwa gaiden
W 18. numerze czasopisma „Shūkan Shōnen Champion” wydawnictwa Akita Shoten w 2011 roku ogłoszono, że Masami Kurumada oraz Shiori Teshirogi rozpoczną wydawanie nowej serii spin-off, zatytułowanej Saint Seiya: The Lost Canvas: Meiō shinwa gaiden (jap. 聖闘士星矢 The Lost Canvas 冥王神話 外伝). Pierwszy rozdział tej mangi ukazał się 19 maja 2011 roku, w 25. numerze tego czasopisma. 
W 2012 roku seria została przeniesiona do czasopisma „Bessatsu Shōnen Champion”. Ostatni rozdział tej mangi ukazał się w tym czasopiśmie w kwietniowym numerze wydanym 12 marca 2016. Wydawnictwo Akita Shoten skompilowało rozdziały tej mangi w 16 tomach.
Fabuła tego spin-offu jest kontynuacją opowieści o złotej legendzie 12 złotych rycerzy.
17 kwietnia 2020 roku w czasopiśmie „Champion RED” opublikowany został specjalny, dodatkowy rozdział mangi.

## Anime

### Filmy
Stworzono również 5 filmów pełnometrażowych o przygodach Rycerzy Zodiaku. Jednakże są one tak samo schematyczne jak serial - pojawia się bóg chcący zawładnąć nad światem, porywa Saori, a Rycerze ruszają im na ratunek. Potem Rycerze o mało co nie giną, jednakże Seyia ratuje świat i Atenę z pomocą Złotej Zbroi Strzelca.
W pierwszym filmie (Saint Seiya: Historia Złotego Jabłka) wrogiem była Eris. Potem był Odyn (Saint Seiya: Zażarta walka bogów) i w trzecim filmie (Saint Seiya: Legenda purpurowego chłopca) Abel. Jednak potem w czwartym filmie (Saint Seiya: Wojownicy Świętej Wojny) Eris, Posejdon i Apollo łączą swe siły w uwolnieniu Lucyfera, z którym potem działają pracować w celu zniszczenia ludzkości.
Piąty film (Saint Seiya: Niebiański Rozdział - Uwertura) z kolei jest zakończeniem całej serii „Rycerzy Zodiaku”. Akcja filmu dzieje się po Świętej Wojnie przeciwko Hadesowi. Przeciwnikami są wszyscy bogowie, którzy odbierają Atenie władzę nad Ziemią przekazując ją Artemidzie. Jest to kara za zabicie Posejdona, Hadesa i innych bogów. Wywiązuje się walka, w wyniku której dochodzi do starcia na linii Seiya - Apollo. Nie wiadomo jednak, kto wygrał walkę, gdyż fragment walki jest gwałtownie przerwany i ukazana jest scena z przyszłości - Seiya ma wymazaną pamięć. Saori mówi z kolei jemu, że ma kogoś do odnalezienia. W tym filmie często jest rzucana teza, że jeśli bogowie chcą zniszczyć ludzkość, to nie mają prawa nazywać siebie bogami.

### Wersja polska
W Polsce, Saint Seiya był znany jeszcze przed emisją anime. Pojawił się po raz pierwszy na początku lat 90., pod postacią popularnych nalepek w gumach do żucia, importowanych przez przedsiębiorstwo Felix z Wrocławia. Ponieważ sprowadzano je z Hiszpanii, były reklamowane jako „Caballeros” (skrót od „Los Caballeros del Zodiaco”), obok innych dostępnych nalepek z tej serii jak „He-Man Masters”, „Super Heroes” i „Gremlins 2“.
W 1999 roku wyemitowano pierwszą główną serię na kanale RTL7 a w latach 2000-2001 seria doczekała się reemisji. Polska wersja serialu pochodzi z francuskiej, która od oryginału różni się głównie czołówką oraz tym, że w tej wersji kilka postaci mówi żeńskimi głosami tak jak na przykład Shun w pierwszych kilku odcinkach oraz Mu który ma najpierw głos żeński, potem męski a następnie znowu żeński. Poza tym polska wersja jest ocenzurowana o wiele bardziej niż francuska. Początkowo seria była reklamowana jako Wojownicy Zodiaku, jednak później jej tytuł zmieniono na Rycerze Zodiaku, który jest tytułem międzynarodowym serii (również wywodzącym się z Francji).
Opracowanie: na zlecenie RTL7 STUDIO START ŁÓDŹ

Udźwiękowienie: STUDIO EUROPA

Tekst: Beata Burchert-Perlińska (odc.1-?), Marek Baran (?-odc.115)

Czytał: Paweł Siedlik

### The Lost Canvas
Na podstawie mangi Saint Seiya: The Lost Canvas: Meiō shinwa (jap. 聖闘士星矢 The Lost Canvas 冥王神話) powstała seria OVA wyprodukowana przez studio TMS Entertainment we współpracy z Akita Shoten. Reżyserem serii został Osamu Nabeshima, za scenariusz serii odpowiadał Yoshiyuki Suga, a muzykę skomponował Kaoru Wada. Pierwsze dwa odcinki zostały wydane na DVD i Blu-ray w Japonii 24 czerwca 2009 roku. Ostatnia z płyt tej serii, zawierająca odcinki 11-13, została wydana 21 kwietnia 2010 roku.
W marcu 2010 roku za pośrednictwem oficjalnego bloga serialu potwierdzono powstawanie drugiej serii tej OVA. Seria ta również składa się z 13 odcinków, a ostatnia z płyt została wydana 20 lipca 2011 roku.

## Live action
W maju 2017 roku ogłoszono powstawanie hollywoodzkiego filmu aktorskiego będącego adaptacją mangi. Za produkcję filmu odpowiadają Toei Animation oraz chiński dystrybutor A Really Good Film Company (ARGF). Reżyserem filmu jest Tomasz Bagiński, producentami są Yoshi Ikezawa, Joseph Chou oraz Jeffrey Chan, natomiast producentami wykonawczymi zostali Naomichi Kurumada, Kozo Morishita, Tim Kwok oraz Miguel Faura. Za scenariusze odpowiadają Josh Campbell oraz Matt Stuecken.
W filmie występują: Mackenyu, Madison Iseman, Sean Bean, Famke Janssen, Nick Stahl, Diego Tinoco oraz Mark Dacascos.
W lutym 2023 roku ogłoszono, że japońska premiera filmu została zaplanowana na 28 kwietnia 2023 roku, a japoński tytuł filmu brzmi Saint Seiya: The Beginning (jap. 聖闘士星矢 The Beginning Seinto seiya The Beginning). Najwcześniej film pojawił się w kinach Ameryki Południowej – 27 kwietnia 2023. W Stanach Zjednoczonych, Nigerii i Polsce film miał swoją premierę 12 maja 2023. W Polsce film został wydany pod tytułem Rycerze Zodiaku.
Motyw przewodni filmu, zatytułowany „Courage.” wykonuje P!nk.
Do 4 lipca 2023 roku film zarobił w kinach na całym świecie 6 794 519 dolarów.